# Quo vadis, baby? (miniserie televisiva)
Quo vadis, baby? è una miniserie televisiva prodotta da Colorado Film e SKY Italia, e diretta da Guido Chiesa. È ispirata al film omonimo diretto da Gabriele Salvatores, e in primis dal romanzo Quo vadis, baby? di Grazia Verasani da cui il film è tratto.
È andata in onda su SKY Cinema 1 dal 15 maggio 2008 e su Italia 1 dal 5 dicembre 2008.

## Trama
Tratto dall'omonimo romanzo della scrittrice Grazia Verasani, ambientata a Bologna, è un noir dai toni profondi e tesi. Protagonista è Giorgia Cantini (Angela Baraldi), una investigatrice privata di quarant'anni, apparentemente scontrosa, ribelle e istintiva. Una private eye alla Mike Hammer che, attraverso le sue indagini, scopre una provincia italiana piena di angoli bui e pericolosi, di verità nascoste e problemi reali: dal degrado della periferia urbana popolata da giovani disillusi e senza speranze, all'impresa industriale con manager corrotti e senza principi se non quello del denaro facile, dall'emarginazione alla speculazione edilizia, alla corruzione nelle istituzioni. Filo rosso a unire tutte le sei puntate la misteriosa morte di Sara, sorella più giovane della protagonista.
A fianco di questa figura femminile così forte ruotano personaggi maschili diversi e complessi: Johnny Riva, sessantenne ex attore porno e proprietario del locale nel quale Giorgia va a cantare; Lucio Spasimo, l'assistente gay di Giorgia, più giovane di lei, che la costringe con leggerezza a tenere i piedi per terra; e Luca Bruni, commissario di polizia, ex compagno di scuola ed eterno pretendente di Giorgia.

## Episodi
| nº | Titolo italiano           | Prima TV Italia |
| -- | ------------------------- | --------------- |
| 1  | Fattore umano             | 15 maggio 2008  |
| 2  | La ragazza dei rospi      | 22 maggio 2008  |
| 3  | L'onore delle armi        | 29 maggio 2008  |
| 4  | La ballata di Johnny Riva | 5 giugno 2008   |
| 5  | Sotto ricatto             | 12 giugno 2008  |
| 6  | Requiem per Sara          | 19 giugno 2008  |

## Fattore umano
- Diretto da: Guido Chiesa
- Scritto da: Marco Videtta e Fabio Scamoni

### Trama
Giorgia Cantini indaga su un misterioso incidente aereo.
- Guest star: Claudia Pandolfi.

## La ragazza dei rospi
- Diretto da: Guido Chiesa
- Scritto da: Fabrizio Bettelli soggetto di Grazia Verasani.

### Trama
Giorgia Cantini indaga sulla morte di una donna di mezza età nella periferia bolognese.
- Guest star: Serena Grandi, Simone Borrelli e Andrea Montovoli.

## L'onore delle armi
- Diretto da: Guido Chiesa
- Scritto da: Luca Rossi

### Trama
Giorgia Cantini indaga sul traffico illegale di armi dall'Afghanistan.

## La ballata di Johnny Riva
- Diretto da: Guido Chiesa
- Scritto da: Valter Lupo

### Trama
Il migliore amico di Giorgia, Johnny Riva, viene accusato di stupro.

## Sotto ricatto
- Diretto da: Guido Chiesa
- Scritto da: Giulia Merenda

### Trama
Giorgia indaga su una vicenda di ricatti nel mondo dei call center.
- Guest star: Toni Bertorelli.

## Requiem per Sara
- Diretto da: Guido Chiesa
- Scritto da: Fabio Scamoni

### Trama
Giorgia Cantini indaga sulla scomparsa della sorella Sara in Africa.